# HD136985
HD136985 — хімічно пекулярна зоря спектрального класу
F8 й має видиму зоряну величину в смузі V приблизно  9,9.